# Франк Рајкард
Френклин Едмундо Рајкард (хол. Franklin Edmundo Rijkaard; рођен 30. септембар 1962, у Амстердаму), је холандски фудбалски тренер и бивши играч. Играо је за Ајакс, Сарагосу и Милан и наступао је за холандски национални тим 73 пута, постигавши 10 гола. У тренерској каријери је предводио националну селекцију Холандије, Спарту из Ротердама, Барселону, Галатасарај и репрезентацију Саудијске Арабије.

## Играчка каријера

### Ајакс (1980—1987)
Рајкард је имао свега 17 година када га је првом тиму Ајакса прикључио и дао му прилику да дебитује тренер Лео Бенхакер 23. августа 1980-е. На првој сениорској утакмици је постигао погодак и те прве сезоне је одиграо 23 меча за Ајакс и постигао 4 гола. За Ајакса је остао седам и по година и за то време је играо на позицијама централног одбрамбеног, десног везног и централног везног играча. У том периоду са Ајаксом осваја 3 титуле првака Холандије (1981/82, 1982/1983, 1984/1985), и национални куп 3 пута (1982/83, 1985/86, 1986/1987) У сезони 1986/87. осваја Куп победника купова. У септембру 1987, која је била трећа Рајкардва сезона у Ајакса под тренерским вођством легендарног Јохана Кројфа, Рајкард је изјурио са тренинга и рекао да никад више неће да игра док год је Кројф тренер. Купио га је затим Спортинг, али прекасно да би играо у било ком такмичењу, па је зато прослеђен у Сарагосу на позајмицу. По завршетку сезоне купио га је Милан.

### Милан (1988—1993)
Пет година проведених у Милану, начиниле су од Рајкарда живу легенду. Тренер Ариго Саки, препознавши Рајкардову лидерску улогу у тиму, прекомандовао га је из одбране у средину, где је постао господар средине терена са својим агресивним и чврстим стилом игре. Играјући са својим земљацима Рудом Гулитом и Марком ван Бастеном освојио је Куп Шампиона 2 пута (1989, 1990) и Серију А два пута. Заједно са ван Бастеном, Гулитом, Малдинијем, Барезијем и другима чинио је један од најбољих тимова свих времена.

### Повратак у Ајакс (1993—1995)
После 5 година проведених у Италији, Рајкард се вратио у Ајакс, чији је тренер тад био Луј ван Гал. Заједно са Данијем Блиндом чинио је искусан одбрамбени тандем, који је чинио основу Ајаксовог тима, кји је освоји 2 од три узастопне титуле првака Холандије. Ајакс је био непобедив у Холандији у сезони 1994/95. и тај успех се пренео и у Европи. Рајкард је освојио још један Куп Шампиона (који је тада био преименован у Лига Шампиона). У финалној утакмици је побеђен Милан са 1:0. Изабран је у ФИФА 100, Пелеов избор 125 најбољих играча свих времена.

### Репрезентација (1981—1994)
Дебитантски наступ за репрезентацију Холандије је остварио 1981.. Био је члан екипе која је освојила Еуро 1988., победивши у финалу Совјетски Савез са 1:0. Рајкард је такође био члан репрезентације Холандије на Светским првенствима 1990. и 1994. А такође је наступао и на Еуру 1992. За репрезентацију је одиграо укупно 73 утакмице и постигао је 10 погодака.

## Тренерска каријера

### Холандија (1998—2000)
Рајкардова тренерска каријера је започела када је постављен за селектора репрезентације Холандије 1998. Пре тога је био помоћник Гуса Хидинка. Упркос оспоравању многих, због неискуства у вођењу тимова, довео је Холандију до полуфинала ЕУРА 2000. Холандија је на том првенству имала једну од најбољих игара, али је ипак испала у полуфиналу од Италије на пенале. Одмах после пораза Рајкард је поднео оставку.

### Спарта Ротердам (2001—2002)
За време сезоне 2001/02. постао је тренер Спарте из Ротердама, најстаријег холандског професионалног клуба. Под његовим вођством клуб је испао из прве лиге, по први пут у својој историји. Недуго затим Рајкард је отпуштен.

### Барселона (2003—2008)
Рајкард није био дуго без посла, мање од годину дана након отказа у Спарти, добија посао тренера у Барселони за сезону 2003/04. Барселона је тада била на новом почетку, са новоизабраним председником Ђоаном Лапортом и новим управним одбором, али навијачи су били незадовољни зато што Лапорта није довео енглеску суперзвезду Дејвида Бекама. Рајкард је наследио тим, осим Роналдиња који је дошао тог прелазног рока, који се састојао од играча који нису освојили трофеј још од 1999..
Рајкард није стартовао баш најбоље прве сезоне на клупи Барсе, једно време су били на корак од зоне испадања, чак су и навијачи тражили његову оставку. Све је то пребродио и у наставку сезоне је уследио огроман преокрет, победе су почеле да се ређају и Барселона је ту сезону завршила на другом месту шпанског првенства. Затим је Барсу уздигао на нови ниво, градећи нови тим око Роналдиња, са новим играчима као што су Деко, Самјуел Ето, Рафаел Маркез, Лудвик Жили. Њима су придодати млади играчи који су поникли из омладинске школе (Виктор Валдез, Ћави и Андрес Инијеста). Са њима Рајкард коначно осваја шпанско првенство у сезонама 2004/05 и 2005/06.
Постао је први Барселонин тренер који је успео двапут да победи Реал Мадрид на Сантијаго Бернабеу, постигнуће које нису остварили ни легендарни тренери Јохан Кројф, Луј ван Гал и Луис Арагонес. Због атрактивног фудбала који је гајио и због професионалног става и изван терена, Рајкард осваја титулу УЕФА-иног та најбољег тренера године у конкуренцији четворице номинованих тренера.
Рајкард је такође имао успеха и на Европској сцени, освојивши титулу првака Лиге Шампиона у сезони 2005/06. победом у финалу над Арсеналом. Победа га је сврстала у ред људи који су освајали титулу првака Европе и као и играч и као тренер. Пре њега то су учинили Мигел Муњоз, Ђовани Трапатони, Јохан Кројф и Карло Анћелоти а после њега то је учинио и Ђузеп Гвардиола.
На крају сезоне 2007/08. Барселонин председник Ђоан Лапорта је изјавио да Рајкрад више није тренер. Лапорта је ту одлуку донео после скупштине клуба. Њега је заменио Ђузеп Гвардиола. Лапорта је такође нагласио да је Рајкард направио историју и захвалио му се на труду и успесима.

### Галатасарај (2009—2010)
Дана 5. јуна 2009. Рајкард је потписао двогодишњи уговор са Турским суперлигашем Галатасарајем. Отпуштен је 19. октобра 2010.

### Саудијска Арабија (2011—2013)
Дана 28. јуна 2011. објављено је да је Рајкард постао селектор Саудијске Арабије.

## Трофеји и награде

### Као играч
- Ајакс
  - Холандско првенство: 5

1982, 1983, 1985, 1994, 1995.
- - Холандски суперкуп: 2

1993, 1994.
- - Холандски куп: 3

1983, 1986, 1987.
- - Куп победника купова: 1

1987.
- - Лига Шампиона: 1

1995.
- Милан
  - Италијанско првенство: 2

1992, 1993.
- - Лига Шампиона: 2

1989, 1990.
- - Интерконтинентални куп: 2

1989, 1990.
- - Европски Супер Куп: 2

1989, 1990.
- - Италијански Супер куп: 2

1988, 1992.
- Холандија
  - Европско првенство: 1

1988.

### Као тренер
- Барселона
  - Шпанско првенство: 2

2005, 2006.
- - Шпански суперкуп: 2

2005, 2006.
- - Лига Шампиона: 1

2006.

### Појединачне награде
- 1985, 1987 - Холандски фудбалер године
- 1992 - Најбољи страни играч године Италијанског првенства.
- 1992 - Добитник награде Гуерин Д`Оро
- 2006 - Тренер године од стране УЕФА
- 2006 - Најбољи тренер године од стране ИФФХС
- 2006 - Добитник награде Онзе Д`Оро

Аутор: Кузман Ђурановић.

## Статистика каријере
| Клуб              | Сезона            | Лига | Лига | Куп  | Куп | Европа | Европа | Друго | Друго | Укупно | Укупно |
| Клуб              | Сезона            | Утак | Гол  | Утак | Гол | Утак   | Гол    | Утак  | Гол   | Утак   | Гол    |
| ----------------- | ----------------- | ---- | ---- | ---- | --- | ------ | ------ | ----- | ----- | ------ | ------ |
| Ајакс             | 1980/81.          | 24   | 4    | ?    | ?   | ?      | ?      | ?     | ?     | ?      | ?      |
| Ајакс             | 1981/82.          | 27   | 4    | ?    | ?   | ?      | ?      | ?     | ?     | ?      | ?      |
| Ајакс             | 1982/83.          | 25   | 3    | ?    | ?   | ?      | ?      | ?     | ?     | ?      | ?      |
| Ајакс             | 1983/84.          | 23   | 9    | ?    | ?   | ?      | ?      | ?     | ?     | ?      | ?      |
| Ајакс             | 1984/85.          | 34   | 7    | ?    | ?   | ?      | ?      | ?     | ?     | ?      | ?      |
| Ајакс             | 1985/86.          | 31   | 9    | ?    | ?   | ?      | ?      | ?     | ?     | ?      | ?      |
| Ајакс             | 1986/87.          | 34   | 7    | ?    | ?   | ?      | ?      | ?     | ?     | ?      | ?      |
| Ајакс             | 1987/88.          | 8    | 3    | ?    | ?   | ?      | ?      | ?     | ?     | ?      | ?      |
| Ајакс             | Укупно            | 206  | 46   | ?    | ?   | ?      | ?      | ?     | ?     | ?      | ?      |
| Спортинг Лисабон  | 1987/88.          | 0    | 0    | ?    | ?   | ?      | ?      | ?     | ?     | ?      | ?      |
| Спортинг Лисабон  | Укупно            | 0    | 0    | ?    | ?   | ?      | ?      | ?     | ?     | ?      | ?      |
| Реал Сарагоса     | 1987/88.          | 11   | 0    | ?    | ?   | ?      | ?      | ?     | ?     | ?      | ?      |
| Реал Сарагоса     | Укупно            | 11   | 0    | ?    | ?   | ?      | ?      | ?     | ?     | ?      | ?      |
| Милан             | 1988/89.          | 31   | 4    | ?    | ?   | ?      | ?      | ?     | ?     | ?      | ?      |
| Милан             | 1989/90.          | 29   | 2    | ?    | ?   | ?      | ?      | ?     | ?     | ?      | ?      |
| Милан             | 1990/91.          | 30   | 3    | ?    | ?   | ?      | ?      | ?     | ?     | ?      | ?      |
| Милан             | 1991/92.          | 30   | 5    | ?    | ?   | ?      | ?      | ?     | ?     | ?      | ?      |
| Милан             | 1992/93.          | 22   | 2    | ?    | ?   | ?      | ?      | ?     | ?     | ?      | ?      |
| Милан             | Укупно            | 142  | 16   | ?    | ?   | ?      | ?      | ?     | ?     | ?      | ?      |
| Ајакс             | 1993/94.          | 30   | 10   | ?    | ?   | ?      | ?      | ?     | ?     | ?      | ?      |
| Ајакс             | 1994/95.          | 25   | 9    | ?    | ?   | ?      | ?      | ?     | ?     | ?      | ?      |
| Ајакс             | Укупно            | 55   | 19   | ?    | ?   | ?      | ?      | ?     | ?     | ?      | ?      |
| Укупно у каријери | Укупно у каријери | 414  | 81   | ?    | ?   |        | ?      | ?     | ?     | ?      | ?      |

### Као тренер
Последња измена 11. октобра 2011.
| Тим               | Од            | До                | Статистика | Статистика | Статистика | Статистика | Статистика |
| Тим               | Од            | До                | Утк        | Поб        | Нер        | Пор        | Поб %      |
| ----------------- | ------------- | ----------------- | ---------- | ---------- | ---------- | ---------- | ---------- |
| Холандија         | 1998          | 2000              | 22         | 8          | 12         | 2          | 36.36      |
| Спарта Ротердам   | 2001          | 2002              | 34         | 4          | 12         | 18         | 11.76      |
| Барселона         | јул 2003.     | мај 2008.         | 273        | 160        | 63         | 50         | 58.61      |
| Галатасарај       | 5. јун 2009.  | 20. октобар 2010. | 58         | 35         | 12         | 11         | 60.34      |
| Саудијска Арабија | 28. јун 2011. |                   | 7          | 2          | 4          | 1          | 28.57      |
| Укупно            | Укупно        | Укупно            | 394        | 209        | 103        | 82         | 53.05      |